# Bojigyab
Bojigyab (Bojigniji, Bogijiab), skupina Minkopija, negritskih plemena nastanjenih na središnjim i južnim pedjelima otoka Andamanima u Indiji. Jezično su plemena Aka-Bea s Južnog Andamana, Akar-Bale na arhipelagu Ritchie's, i otocima Havelock i Neill, A-Pucikwar  (Puchikwar, Pučikwar), na otocima Boratang, Srednji i Južni Andaman, Aka-Kol,  Aka-Kede i Oko-Juwoi sa Srednjeg Andamana srodni skupinama Yerewa i Önge-Jarawa s kojima čine samostalnu andamansku etnolingvističku porodicu. Jezici ovih plemena danas se vode kao izumrli.

## Tekst naslova
- The Andamanese Negrito  Arhivirana inačica izvorne stranice od 7. svibnja 2013. (Wayback Machine)